# Cusiala raptaria
Cusiala raptaria är en fjärilsart som beskrevs av Walker 1860. Cusiala raptaria ingår i släktet Cusiala och familjen mätare. Inga underarter finns listade i Catalogue of Life.